# Leicester (New York)
Pour les articles homonymes, voir Leicester (homonymie).
Ne doit pas être confondu avec Leicester (village, New York).
Leicester est une ville (town) du comté de Livingston, dans l'État de New York, aux États-Unis,. En 2010, elle comptait une population de 2 200 habitants.

## Démographie
Lors du recensement de 2010, la ville comptait une population de 2 200 habitants. Elle est estimée, en 2016, à 2 139 habitants.